# Рудник Уш-шоки
Рудник Уш-шоки – гірничодобувне підприємство на сході Казахстану, яке здійснює розробку однойменного золоторудного родовища.
Станом на середину 1990-х дрібне родовище Уш-Шоки знаходилось в розробці. Відомо, що з якогось моменту ним опікувалась компанія «АБС Балхаш», яка утворилась в 1990-х роках шляхом об’єднання ряду старательських артілей. В 2005-му «АБС Балхаш» збанкрутувала, а її майно було розпродане. 
На початку 2020-х розробку Уш-Шоки вела компанія «Форпосат», яка в подальшому була перейменована на «BASS Gold». Роботи провадили шахтним способом, при цьому в 2022-му тут видобули 37 тисяч тон руди із середнім вмістом 4,8 грама золота на тону та виробили 910 тон золотовмісного концентрату. У 2023-му взялись за спорудження на Уш-Шоки потужностей з вилуговування, які мали надати можливість переробляти 72 тисячі тон руди на рік та перейти до продукування не концентрату, а сплаву Доре. Станом на той же 2023-й запаси Уш-Шоки оцінювались у 3 тони золота.